# Okroug urbain de Barnaoul
La ville de Barnaoul (en russe : город Барнаул) est une subdivision administrative et une municipalité (okroug urbain) du kraï de l'Altaï dans le sud de la Sibérie. Son centre administratif est la ville Barnaoul, et sa population s'élevait à 698 603 habitants en 2021.

## Géographie
L'okroug urbain se situe dans le kraï de l'Altaï, un sujet, en tant que kraï, de la Russie, situé dans le district fédéral sibérien. Le kraï de l'Altaï se situe en Sibérie méridionale, dans la plaine de Sibérie occidentale. L'okroug, comme tout le kraï de l'Altaï, est situé dans le fuseau horaire MSK+4 (heure de Krasnoïarsk). Le décalage horaire appliqué par rapport au temps universel coordonné est +07:00.

## Politique et administration
L'okroug est l'un des okrougs administratifs (auxquels s'ajoutent les 59 raïons) du kraï de l'Altaï, dans le district fédéral sibérien. L'okroug compte 26 localités.